# Phaestus nigriventris
Phaestus nigriventris là một loài tò vò trong họ Ichneumonidae.